# Bulbophyllum francoisii
Bulbophyllum francoisii är en orkidéart som beskrevs av Joseph Marie Henry Alfred Perrier de la Bâthie. Bulbophyllum francoisii ingår i släktet Bulbophyllum och familjen orkidéer.
Artens utbredningsområde är Madagaskar.

## Underarter
Arten delas in i följande underarter:
- B. f. andrangense
- B. f. francoisii